# Hanguk (collection)
Pour le pays, voir Corée.
Hanguk (trad. « Corée » en coréen) est une collection de l'éditeur belge Casterman spécialisée dans la publication de manhwa. Les premiers manhwas publiés dans cette collection sont les one shot L'Amour est une protéine de Choi Kyu-sok et Lotto Blues de Byun Ki-hyun en juin 2006.

## Publication
| Année                     | 2006 | 2007 | 2008 | 2012 |
| ------------------------- | ---- | ---- | ---- | ---- |
| Nombre de manhwas publiés | 6    | 14   | 12   | 6    |

|  | Manhwa dont la commercialisation a été arrêtée. |